# Stuguberget
Stuguberget är ett berg beläget vid byn Stugun i Jämtland. Berget har ett imponerande stup, upp till 80 m högt, som sedan 1970-talet varit en av Östersunds klätterklubbs viktigaste klätterklippor. På bergets olika väggpartier finns runt hundratalet klätterleder av varierande svårighetsgrad, och även om majoriteten av lederna är medelsvåra finns både nybörjarklassade och avancerade leder. Nedanför berget har klätterklubben i samarbete med Ragunda kommun iordningställt såväl tältplatser som vindskydd, övernattningsstuga, eldstäder och dass.
På berget hölls 1988 den första svenska klättertävlingen med seriös ansats, och berget har även varit platsen för flera av Svenska klätterförbundets årsmöten. Från toppen av berget kan man se Indalsälvens dalgång.